# Aek Nauli IV
Aek Nauli IV is een bestuurslaag in het regentschap Tapanuli Utara van de provincie Noord-Sumatra, Indonesië. Aek Nauli IV telt 1097 inwoners (volkstelling 2010).